# John B. Raymond

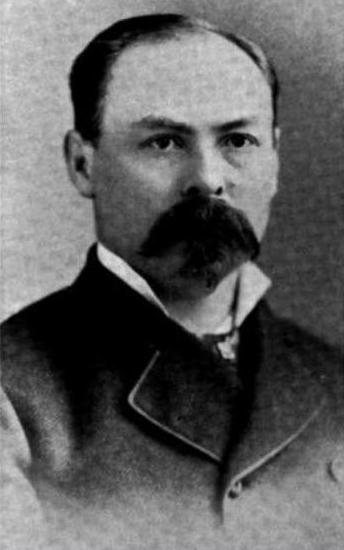
John B. Raymond

John Baldwin Raymond (* 5. Dezember 1844 in Lockport, Niagara County, New York; † 3. Januar 1886 in Fargo, Dakota-Territorium) war ein US-amerikanischer Politiker. Zwischen 1883 und 1885 vertrat er das Dakota-Territorium als Delegierter im US-Repräsentantenhaus.

## Frühe Jahre und Aufstieg
Im Jahr 1853 zog John Raymond mit seinen Eltern in das Tazewell County in Illinois. Dort besuchte er die öffentlichen Schulen. Während des Sezessionskrieges trat er als einfacher Soldat in eine Infanterieeinheit der Armee der Union ein und stieg bis 1863 bis zum Hauptmann auf. Diesen Rang erhielt er für seinen Einsatz während der Belagerung der Stadt Vicksburg in Mississippi. Bis 1865 blieb Raymond in der Armee. Danach setzte er seine Ausbildung am Poughkeepsie Business College im Staat New York fort, ehe er sich während der Phase der Reconstruction in Mississippi niederließ. In Jackson gab er die Zeitung „Mississippi Pilot“ heraus.

## Politische Laufbahn
Raymond war Mitglied der Republikanischen Partei. Von 1873 bis 1875 war er stellvertretender State Treasurer von Mississippi. Nach dem Ende der Rekonstruktionszeit wurde er 1877 zum US Marshal für das Dakota-Territorium ernannt. Dieses Amt übte er zunächst in Yankton und später in Fargo bis 1882 aus. Eine weitere Amtszeit in diesem Amt lehnte er ab. Stattdessen wurde Raymond bei den Kongresswahlen des Jahres 1882 als Nachfolger von Richard F. Pettigrew zum Delegierten im US-Repräsentantenhaus gewählt. Dort vertrat er zwischen dem 4. März 1883 und dem 3. März 1885 die Interessen des Dakota-Territoriums. Als Delegierter hatte er aber kein Stimmrecht im Kongress. Für die Wahlen des Jahres 1884 wurde er von seiner Partei nicht mehr nominiert. Sein Sitz fiel dann an Oscar S. Gifford.
Nach dem Ende seiner Dienstzeit im Kongress befasste sich John Raymond mit dem Weizenanbau in der Gegend von Fargo. Am 3. Januar 1886 ist er unerwartet verstorben. Er wurde in Washington beigesetzt.